# Akanvaara (kulle i Norra Österbotten)
Akanvaara är en kulle i Finland. Den ligger i Kuusamo i landskapet Norra Österbotten, i den nordöstra delen av landet, 700 km norr om huvudstaden Helsingfors. Toppen på Akanvaara är 268 meter över havet.
Terrängen runt Akanvaara är platt, och sluttar söderut. Runt Akanvaara är det mycket glesbefolkat, med 2 invånare per kvadratkilometer.